# Слобозія (Чуря, Ясси)
Слобозія (рум. Slobozia) — село у повіті Ясси в Румунії. Входить до складу комуни Чуря.
Село розташоване на відстані 310 км на північ від Бухареста, 15 км на південь від Ясс.

## Населення
За даними перепису населення 2002 року у селі проживали 536 осіб, усі — румуни. Усі жителі села рідною мовою назвали румунську.